# Lleyn-Halbinsel
Die Lleyn-Halbinsel (walisisch Pen Llŷn [ɬɨːn]) liegt im Nordwesten von Wales im County Gwynedd (früher Caernarvonshire). Sie ist niedrig und dünn besiedelt. Die vom Golfstrom erwärmte Küste ist ihr Hauptanziehungspunkt. Sie hat steile Klippen (nahe Aberdaron), aber auch Sanddünen und weite Badestrände (wie Porth Neigwl). Die Küste ist als Heritage Coast eingestuft. Das Innere der Halbinsel wird von der Landwirtschaft geprägt. Das kleine Manorhaus von yn Rhiw, nahe Pwllheli, stammt aus dem 16. Jahrhundert und ist ein Museum.
Der Name (irisch Laighin, gleicher Wortstamm wie die irische Provinz Leinster) leitet sich von der gälischen Göttin Nebhain ab (irischer Frauenname Nevin – „Verehrerin der Gottheit“), der auf die Besiedlung durch irische Clans im 4. und 5. Jahrhundert hinweist.

## Lleyn
Hauptort der Halbinsel ist Pwllheli an der Südküste, die ein beliebter Segel-, Surf-, Tauch- und Wassersportbereich ist, besonders der Strand von Llanbedrog. Der Nachbarort Abersoch ist ein Hafen für Segler in allen Formen und den Größen. Auf den vorgelagerten Saint Tudwal’s Inseln wird auf Makrelen gefischt, das Meer ist fischreich. Zu den Inseln gibt es Bootstouren. Beim Umrunden kann man Meereshöhlen und Seevögel sehen.

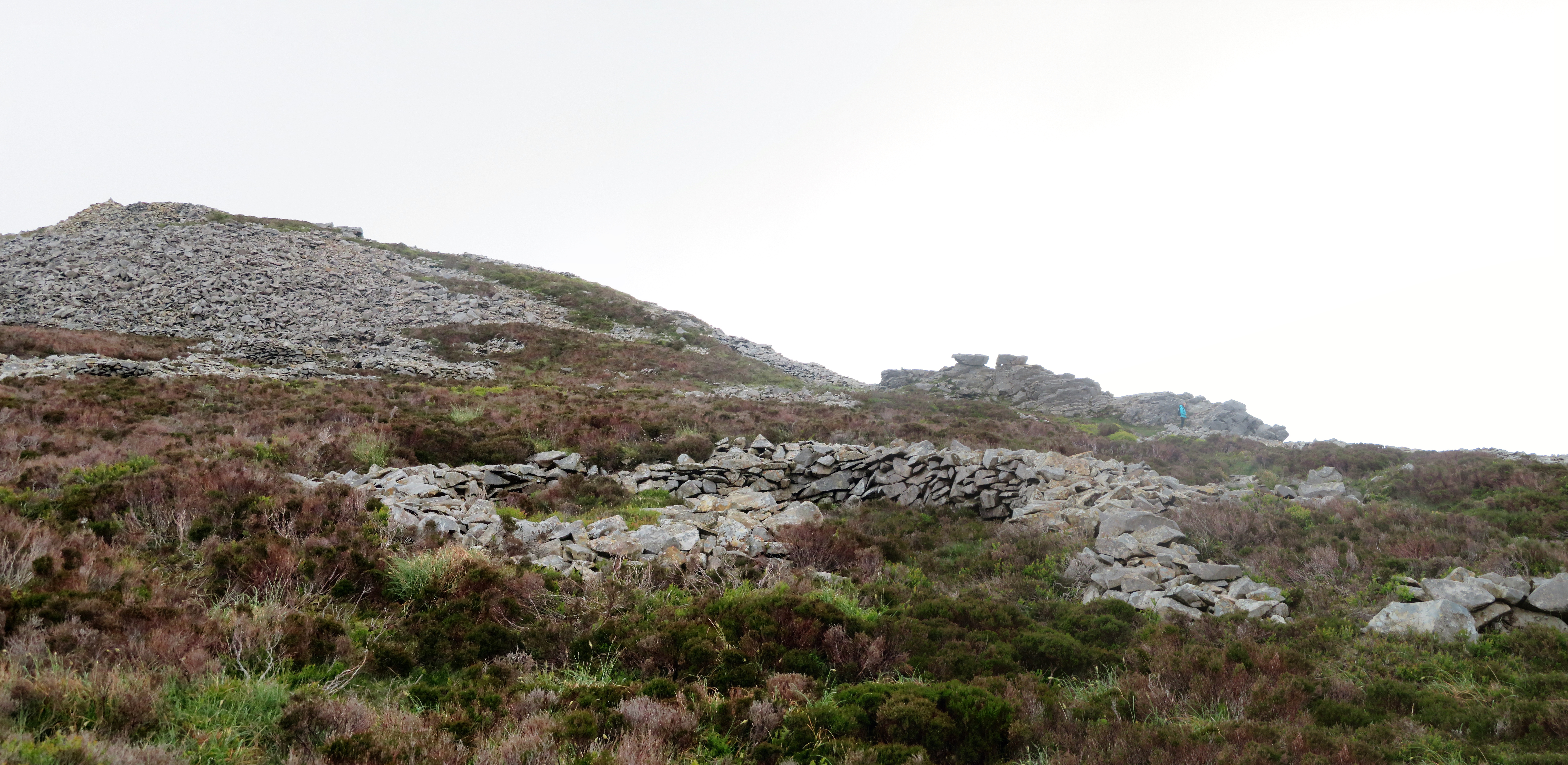
Hillfort Tre'r Ceiri

Lleyn ist seit frühester Zeit besiedelt. Aus der Steinzeit findet man Menhire wie „Four Crosses“, oder jenen auf dem Friedhof von „Sarn Meyllteyrn“ und Cup-and-Ring-Markierungen (Penllech). Ein nachgebauter Steinkreis liegt bei Porthmadog. Einer der schönsten Cairn-Circle ist Bryn Cader Faner, nahe der Halbinsel. Die Megalithanlagen von Caer-Dyni, „Cefn Isaf“, „Cist Cerrig“, Llwynfor, „Mynydd Cefn Amwich“, „Penarth“, Tan y Muriau, Tyn Fron und Ystum Cegid Isaf sind teilweise zerstört. Die besser erhaltenen Anlagen sind Bachwen unweit von „Bueno’s Well“, einer Heiligen Quelle und Coetan Arthur. Das Hillfort „Garn Boduan“ liegt bei Nefyn. Ein markierter Weg nahe Trefor führt auf einen Hügel, zur „Stadt der Riesen“, dem eisenzeitlichen Hillfort Tre’r Ceyri. Beide Orte werden mit dem legendären König Vortigern in Verbindung gebracht. Küstenwanderwege liegen bei Abersoch, Llanbedrog und Pwllheli.
Die Halbinsel ist auch Fundplatz von Paracelsian, einem extrem seltenen monoklinen Mineral aus der Feldspat-Gruppe.

## Bardsey Island
2,9 km südwestlich der Landspitze Uwchmynydd liegt Bardsey Island (52° 46′ N, 4° 47′ W), ein Seevogel- und Wildschutzgebiet besonders für graue Seehunde. Bardsey wurde von den Walisern als eine heilige Insel angesehen und ist angeblicher Bestattungsplatz von 20.000 Heiligen. Im Mittelalter war es ein populärer Wallfahrtsort, der den Leuten im Hafen von Aberdaron das Auskommen sicherte. In manchen walisischen Mythen wird die Insel als der geheimnisvolle Ort Avallun angesehen (siehe auch Avalon).